# Stein Thunberg
Stein Borgar Thunberg (ur. 12 maja 1954 w Kristiansand) – norweski piłkarz występujący na pozycji pomocnika.

## Kariera klubowa
Thunberg karierę rozpoczynał w sezonie 1971 w czwartoligowym zespole Snøgg. W tamtym sezonie awansował z nim do trzeciej ligi. W 1973 roku został graczem pierwszoligowego Skeid. W sezonie 1974 zdobył z nim Puchar Norwegii. W 1976 roku odszedł do innego pierwszoligowego zespołu, IK Start. Dwukrotnie wywalczył z nim mistrzostwo Norwegii, w sezonach 1978 oraz 1980. W 1982 roku zakończył karierę.

## Kariera reprezentacyjna
W reprezentacji Norwegii Thunberg zadebiutował 6 czerwca 1974 w przegranym 1:2 towarzyskim meczu ze Szkocją. 15 maja 1975 w wygranym 5:3 pojedynku Mistrzostw Nordyckich z Finlandią strzelił pierwszego gola w kadrze. W latach 1974–1979 w drużynie narodowej rozegrał 28 spotkań i zdobył 4 bramki.